# Hậu cần ngược
Hậu cần ngược là cho tất cả các hoạt động liên quan đến việc tái sử dụng các sản phẩm và vật liệu. Đó là "quá trình di chuyển hàng hóa từ điểm đến cuối cùng điển hình của họ cho mục đích nắm bắt giá trị, hoặc xử lý đúng cách. Các hoạt động tái sản xuất và tân trang cũng có thể được đưa vào định nghĩa về hậu cần ngược. "  Phát triển mối quan tâm xanh và sự tiến bộ của các khái niệm và thực tiễn quản lý chuỗi cung ứng xanh làm cho nó trở nên phù hợp hơn. Số lượng ấn phẩm về chủ đề hậu cần ngược đã tăng đáng kể trong hai thập kỷ qua. Việc sử dụng đầu tiên của thuật ngữ "hậu cần ngược" trong một ấn phẩm là của James R. Stock trong Sách trắng có tiêu đề "Hậu cần ngược", được xuất bản bởi Hội đồng Quản lý Hậu cần vào năm 1992. Khái niệm này đã được tiếp tục hoàn thiện trong các ấn phẩm tiếp theo của Stock (1998) trong một cuốn sách khác của Hội đồng Quản lý Hậu cần, có tựa đề Phát triển và Thực hiện các Chương trình Logistics ngược, và bởi Rogers và Tibben-Lembke (1999) trong một cuốn sách được xuất bản bởi Hiệp hội Hậu cần ngược có tiêu đề Đi ngược: Xu hướng và thực tiễn dịch vụ hậu cần ngược. Quy trình hậu cần ngược bao gồm việc quản lý và bán thặng dư cũng như trả lại thiết bị và máy móc từ doanh nghiệp cho thuê phần cứng. Thông thường, hậu cần đối phó với các sự kiện mang sản phẩm về phía khách hàng. Trong trường hợp hậu cần ngược, tài nguyên đi ít nhất một bước trong chuỗi cung ứng. Chẳng hạn, hàng hóa chuyển từ khách hàng sang nhà phân phối hoặc nhà sản xuất.
Khi sản phẩm của nhà sản xuất thường di chuyển qua mạng lưới chuỗi cung ứng, nó sẽ đến tay nhà phân phối hoặc khách hàng. Bất kỳ quá trình hoặc quản lý sau khi giao sản phẩm liên quan đến hậu cần ngược. Nếu sản phẩm bị lỗi, khách hàng sẽ trả lại sản phẩm. Sau đó, công ty sản xuất sẽ phải tổ chức vận chuyển sản phẩm bị lỗi, thử nghiệm sản phẩm, tháo dỡ, sửa chữa, tái chế hoặc xử lý sản phẩm. Sản phẩm sẽ đi ngược lại qua mạng lưới chuỗi cung ứng để giữ lại bất kỳ việc sử dụng nào từ sản phẩm bị lỗi. Các hậu cần cho các vấn đề như vậy là hậu cần ngược.

## Ý nghĩa kinh doanh
Trong thị trường ngày nay, nhiều nhà bán lẻ coi lợi nhuận hàng hóa là các giao dịch riêng lẻ, rời rạc. "Thách thức đối với các nhà bán lẻ và nhà cung cấp là xử lý hàng trả lại ở mức độ thành thạo cho phép thu và trả hàng hóa nhanh chóng, hiệu quả và tiết kiệm chi phí. Yêu cầu của khách hàng tạo điều kiện cho nhu cầu về một tiêu chuẩn dịch vụ cao bao gồm tính chính xác và kịp thời. Trách nhiệm của công ty logistic là rút ngắn liên kết từ nguồn gốc trở lại đến thời điểm bán lại. "  Bằng cách tuân theo các thực tiễn tốt nhất về quản lý lợi nhuận, các nhà bán lẻ có thể đạt được quy trình hoàn trả nhằm giải quyết cả các vấn đề giữ chân khách hàng và hoạt động liên quan đến lợi nhuận hàng hóa. Hơn nữa, do mối liên hệ giữa hậu cần ngược và giữ chân khách hàng, nó đã trở thành một thành phần quan trọng trong Quản lý vòng đời dịch vụ (SLM), một chiến lược kinh doanh nhằm giữ chân khách hàng bằng cách kết hợp nhiều dữ liệu dịch vụ của công ty với nhau để đạt được hiệu quả cao hơn hoạt động của nó.
Hậu cần ngược lại không chỉ là quản lý trả lại, đó là "các hoạt động liên quan đến tránh trả lại, giữ cửa, xử lý và tất cả các vấn đề khác về chuỗi cung ứng sau thị trường ". Trả về quản lý ngày càng được công nhận là ảnh hưởng đến định vị cạnh tranh. Cung cấp một liên kết quan trọng giữa tiếp thị và hậu cần. Bản chất rộng lớn của tác động đa chức năng của nó cho thấy các công ty sẽ được hưởng lợi bằng cách cải thiện các nỗ lực hội nhập nội bộ. Cụ thể, khả năng phản ứng và lập kế hoạch ảnh hưởng của các yếu tố bên ngoài đến quy trình quản lý lợi nhuận của một công ty được cải thiện nhờ sự tích hợp nội bộ đó. Trong kế hoạch trả lại của một công ty, một yếu tố chính là giá trị còn lại của vật liệu trả lại và cách phục hồi giá trị đó. "Hàng hóa bị trả lại, hoặc các yếu tố của sản phẩm, thậm chí có thể được trả lại cho các nhà cung cấp và đối tác chuỗi cung ứng để họ tái sản xuất".
Các nhà cung cấp dịch vụ hậu cần của bên thứ ba thấy rằng có tới 7% tổng doanh thu của doanh nghiệp bị giữ bởi chi phí hoàn trả. Hầu như tất cả các hợp đồng hậu cần ngược được tùy chỉnh để phù hợp với quy mô và loại hợp đồng của công ty. Bản thân 3PL nhận ra lợi nhuận 12% đến 15% cho doanh nghiệp này.
"Các nghiên cứu đã chỉ ra rằng trung bình từ 4% đến 6% của tất cả các giao dịch mua lẻ được trả lại, khiến ngành công nghiệp mất khoảng 40 tỷ đô la mỗi năm." 
Nghiên cứu hậu cần ngược lại cũng cho thấy 84,6% các công ty ở Mỹ sử dụng thị trường thứ cấp và 70% coi thị trường thứ cấp là một "lợi thế cạnh tranh".

## Trả lại hàng chưa bán
Trong một số ngành công nghiệp, hàng hóa được phân phối cho các thành viên hạ nguồn trong chuỗi cung ứng với sự hiểu rằng hàng hóa có thể được trả lại để lấy tín dụng nếu chúng không được bán, ví dụ như báo và tạp chí. Điều này hoạt động như một động lực cho các thành viên hạ nguồn mang theo nhiều cổ phiếu hơn, bởi vì nguy cơ lỗi thời là do các thành viên chuỗi cung ứng ngược dòng chịu. Tuy nhiên, cũng có một rủi ro khác biệt gắn liền với khái niệm hậu cần này. Thành viên hạ nguồn trong chuỗi cung ứng có thể khai thác tình hình bằng cách đặt hàng nhiều cổ phiếu hơn mức yêu cầu và trả lại khối lượng lớn. Bằng cách này, đối tác hạ nguồn có thể cung cấp dịch vụ cao cấp mà không mang theo rủi ro liên quan đến hàng tồn kho lớn. Các nhà cung cấp tài chính hiệu quả hàng tồn kho cho các thành viên hạ lưu. Do đó, điều quan trọng là phân tích tài khoản của khách hàng cho các chi phí ẩn.

## Bao bì tái sử dụng

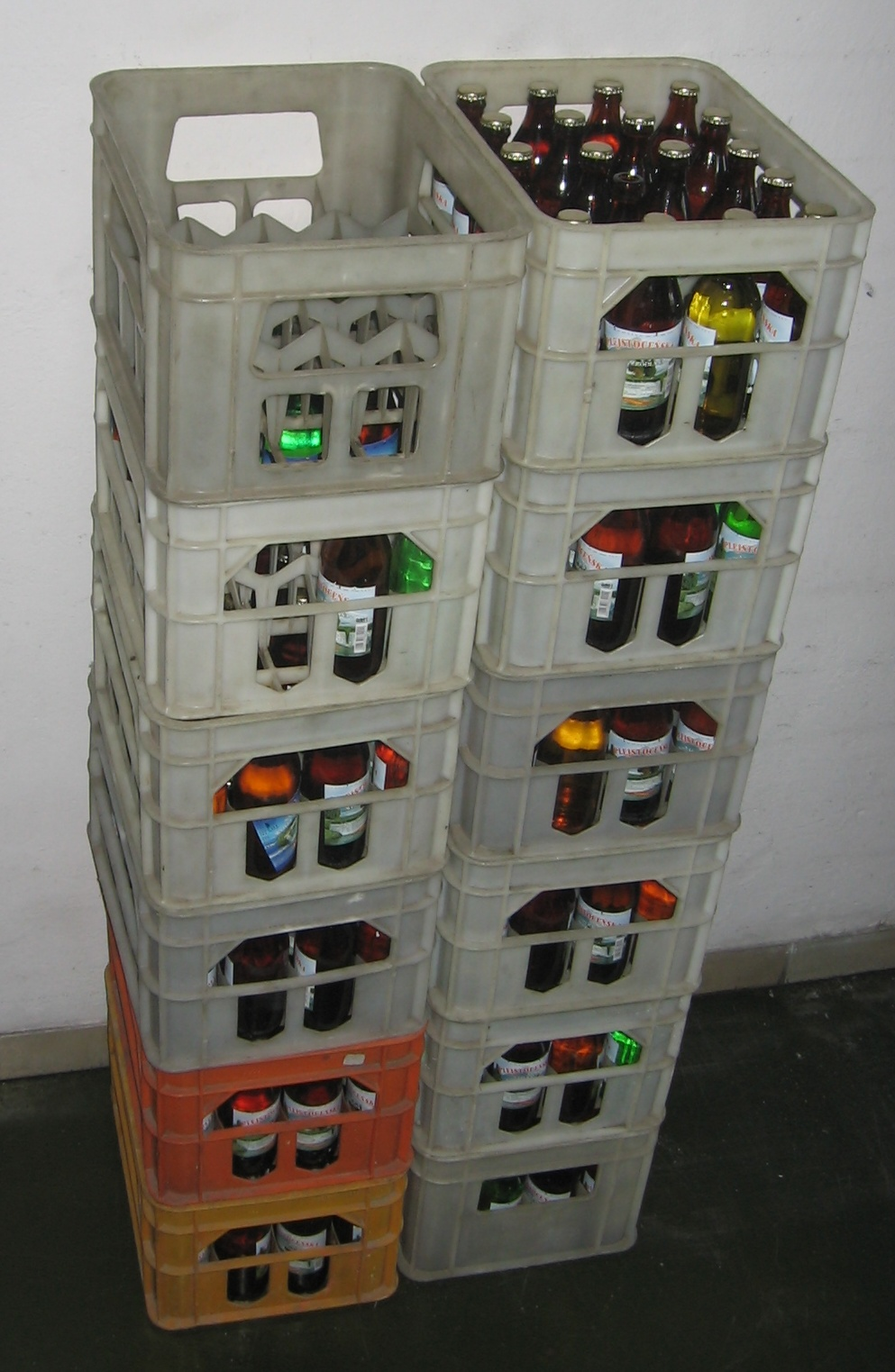
Chai nước khoáng tái sử dụng trong thùng

Hệ thống đóng gói tái sử dụng đòi hỏi một hệ thống hậu cần khép kín. Ví dụ bao gồm pallet tái sử dụng, hộp số lượng lớn như thùng Euro, chai tái sử dụng cho sữa, soda và bia, bình chứa khí nén, thùng bia, v.v.

## Từ chối các sản phẩm bằng tiền mặt khi giao hàng (COD)
Trong trường hợp kinh doanh thương mại điện tử, nhiều trang web cung cấp tính linh hoạt của tiền mặt khi giao hàng (COD) cho khách hàng của họ. Đôi khi khách hàng từ chối sản phẩm tại thời điểm giao hàng, vì không có cam kết lấy sản phẩm. Sau đó, nhà cung cấp dịch vụ hậu cần tuân theo quy trình hậu cần ngược lại đối với hàng hóa bị từ chối. Nó còn được gọi là Trở về nguồn (RTO). Trong quá trình này, công ty thương mại điện tử lại thêm hàng hóa bị từ chối vào kho hàng tồn kho của mình, sau khi kiểm tra chất lượng phù hợp theo quy định của công ty.

## Hậu cần ngược cho Trình diễn sản phẩm
Trong trường hợp Trình diễn sản phẩm cho khách hàng như một phần của quy trình Bán hàng trước, Thiết bị trình diễn được gửi đến Khách hàng và phải được trả lại để duy trì hàng tồn kho quay vòng.